# Mieke Wijaya
Miecke Marie De Rijder, conosciuta come Mieke Wijaya (Bandung, 17 marzo 1940 – Giacarta, 3 maggio 2022), è stata un'attrice indonesiana.

## Biografia
Mieke Wijaya nacque a Bandung, nelle allora Indie orientali olandesi, il 17 marzo del 1940. Studiò all'Accademia teatrale indonesiana di Giacarta. Nel 1956 divenne famosa per aver recitato nella commedia musicale indonesiana Tiga Dara. Nei cinque anni seguenti recitò in tredici film, di cui cinque solo nel 1961. Nei decenni successivi recitò in altrettante pellicole.
Si sposò poi con l'attore Dicky Zulkarnaen, fino alla morte di quest'ultimo nel 1995, col quale ebbe quattro figli, tra cui l'attrice Nia Zulkarnaen.
A causa del fatto che agli inizi degli anni '90 l'industria cinematografica indonesiana si ridusse drasticamente, Mieke iniziò a concentrarsi alle serie televisive, come quella svoltasi nel 2013 intitolata Ayat-Ayat Cinta.
Mieke Wijaya morì il 3 maggio del 2022 a Giacarta, a causa del diabete e di un cancro.

## Filmografia

### Cinema
- Gagal (1955)
- Tjorak Dunia (1955)
- Pilihlah Aku (1956)
- Dekat di Mata Djauh di Hati (1956)
- Sengketa (1956)
- Tiga Dara, regia di Usmar Ismail (1956)
- Delapan Pendjuru Angin, regia di Usmar Ismail (1957)
- Dewi, regia di Ami Prijono (1957)
- Asrama Dara, regia di Usmar Ismail (1958)
- Bing Slamet Tukang Betja (1959)
- Iseng, regia di Torino Djunaedy (1959)
- Sekedjap Mata, regia di Bachtiar Siagian (1959)
- Gadis di Seberang Djalanan (1960)
- Piso Surit, regia di Bachtiar Siagian (1960)
- Akce Kalimantan (1961)
- Detik-Detik Berbahaja (1961)
- Masih Ada Hari Esok (1961)
- Mira (1961)
- Toha, Pahlawan Bandung Selatan, regia di Usmar Ismail (1961)
- Anak-Anak Revolusi, regia di Usmar Ismail (1964)
- Ekspedisi Terakhir (1964)
- Langkah-Langkah di Persimpangan (1965)
- Gita Taruna, regia di Pitradjaja Burnama (1966)
- Disela-Sela Kelapa Sawit (1967)
- Gadis Kerudung Putih, regia di Djamal Harputra (1967)
- Big Village, regia di Usmar Ismail (1969)
- Ananda, regia di Usmar Ismail (1970)
- Dunia Belum Kiamat, regia di Nya Abbas Akup (1971)
- Malam Jahanam (1971)
- Spy and Journalist (1971)
- Beranak dalam Kubur, regia di Awaludin (1972)
- Akhir Cinta di Atas Bukit, regia di Asrul Sani (1972)
- Desa di Kaki Bukit (1972)
- Dosa Siapa, regia di Susilo SWD (1972)
- Lingkaran Setan, regia di Misbach Yusa Biran (1972)
- Romusha, regia di Herman Nagara (1972)
- Dimana Kau Ibu..., regia di Has Manan (1973)
- Bumi Makin Panas, regia di Ali Shahab (1973)
- Ita Si Anak Pungut, regia di Frank Rorimpandey (1973)
- Bing Slamet Koboi Cengeng, regia di Nya Abbas Akup (1974)
- Boni dan Nancy, regia di John Tjasmadi (1974)
- Demi Cinta, regia di Matnoor Tindaon (1974)
- Kawin Lari, regia di Teguh Karya (1974)
- Sayangilah Daku, regia di Motinggo Boesje (1974)
- Ali Topan Anak Jalanan, regia di Teguh Esha (1977)
- Badai Pasti Berlalu, regia di Teguh Karya (1977)
- Diana, regia di Nawi Ismail (1977)
- Nafsu Serakah (1977)
- Selimut Cinta, regia di Darto Joned (1977)
- Jaringan Antar Benua (1978)
- Senja di Pulo Putih (1978)
- Kembang Semusim, regia di MT Risyaf (1980)
- Ketika Cinta Harus Memilih, regia di I. Sukardjasman (1981)
- Betapa Damai Hati Kami, regia di Pitradjaja Burnama (1981)
- Dr. Karmila, regia di Nico Pelamonia (1981)
- Nila di Gaun Putih, regia di Sandy Suwardi Hassan (1981)
- Perawan-Perawan (1981)
- Remang-Remang Jakarta (1981)
- Srigala, regia di Sisworo Gautama Putra (1981)
- Roro Mendut, regia di Ami Prijono (1983)
- Cinta di Balik Noda, regia di Bobby Sandy (1984)
- Kontraktor (1984)
- Pengabdian Terakhir (1984)
- Gadis Hitam Putih, regia di Wahyu Sihombing (1985)
- Gerhana, regia di Buce Malawau (1985)
- Sembilan Wali (Wali Sanga), regia di Djun Saptohadi (1985)
- Beri Aku Waktu, regia di Buce Malawau (1986)
- Luka di Atas Luka (1987)
- Penginapan Bu Broto, regia di Tatiek Maliyati (1987)
- Pernikahan Dini, regia di Yazman Yazid (1987)
- Taksi, regia di Arifin C. Noer (1990)
- Saat Kukatakan Cinta (1991)
- Zig Zag, regia di Putu Wijaya (1991)
- Ayat-Ayat Cinta, regia di Hanung Bramantyo (2008)

### Televisione
- Rumah Masa Depan - serie TV (1984)
- Losmen - serie TV (1986)
- Antara Jakarta-Perth 1 - serie TV (1996)
- Saat Aku Mencintaimu - soap opera (1997)
- Antara Jakarta-Perth 2 - serie TV (1998)
- Kado Istimewa - soap opera (1998-1999)
- Doa dan Anugerah - soap opera (2002-2003)
- Cinta Monyet - soap opera (2004)
- Cewek Tulalit - soap opera (2004)
- Preman Kampus - serie TV (2005)
- Kodrat - soap opera (2005-2006)
- Bunga di Tepi Jalan - soap opera (2005-2006)
- Ratapan Anak Tiri - soap opera (2006)
- OB (Office Boy) - sitcom (2006-2008)
- Assalamualaikum Cinta - soap opera (2008)
- Sekar - soap opera (2008-2009)
- Alisa - soap opera (2008-2009)
- Dewi - soap opera (2009)
- Kejora dan Bintang - soap opera (2009-2010)
- Kemilau Cinta Kamila - soap opera (2010)
- Kemilau Cinta Kamila 2: Berkah Ramadan - soap opera (2010)
- Kemilau Cinta Kamila 3: Makin Cinta - soap opera (2010)
- Kemilau Cinta Kamila: Cinta Tiada Akhir - soap opera (2011)
- Binar Bening Berlian - soap opera (2011-2012)
- Jodohku - soap opera (2013)
- Putri Nomer Satu - soap opera (2013)
- Anak-Anak Manusia - soap opera (2013-2014)
- Ayah Mengapa Aku Berbeda - soap opera (2014)
- Catatan Hati Seorang Istri - soap opera (2014)
- Kekasih Bayangan - soap opera (2017)
- Aca Aca Nehi Nehi - miniserie TV (2018)
- Supir dan Majikan - miniserie TV (2019)

## Premi e riconoscimenti
- Premio Citra
  - 1967 – Migliore attrice protagonista per Gadis Kerudung Putih
  - 1975 – Miglior attrice non protagonista per Ranjang Pengantin
  - 1981 – Miglior attrice protagonista per Kembang Semusim
- Premi televisivi asiatici
  - 1996 – Miglior attrice non protagonista per Antara Jakarta dan Perth
- Premio alla carriera
  - 2011 – Miglior carriera
  - 2015 – Miglior carriera